# Gora Shchuseva
Gora Shchuseva är ett berg i Antarktis. Det ligger i Östantarktis. Argentina och Storbritannien gör anspråk på området. Toppen på Gora Shchuseva är 1 536 meter över havet.
Terrängen runt Gora Shchuseva är kuperad norrut, men söderut är den platt.  Trakten är obefolkad. Det finns inga samhällen i närheten.